# Paragonimus
Paragonimus és un gènere de platihelmints trematodes de la subclasse dels digenis causants de la paragonimosi, una malaltia de transmissió alimentària.
S'han identificat més de 60 espècies de Paragonimus arreu del món, la majoria a la Xina. Entre elles, 16-17 espècies s'han sinonimitzat entre elles i unes 36 es consideren vàlides o potencialment vàlides. Infecten majoritàriament els pulmons dels humans després de menjar crancs o escamarlans infectats o poc cuinats. Es produeixen casos de paragonimosi més greus, però menys freqüents, quan el paràsit viatja al sistema nerviós central, podent arribar així al cervell.
L'espècie més representativa és Paragonimus westermani,la qual es troba àmpliament distribuïda a Àsia, però s’han trobat infeccions humanes sobretot a Corea, Japó, Xina, Extrem Orient de Rússia, Taiwan i Filipines.
Les femelles excreten ous immadurs operculats a les femtes i maduren a miracidis a l'aigua dolça. Infecten cargols d'aigua dolça (espècies Semisulcospira, Hua, Syncera i Brotia), els primers hostes intermedis, en els quals pateixen tres generacions de reproducció asexual: rèdia, rèdia filla i cercària, que és la larva de tremàtoda. Com a hostes intermediaris secundaris infecten crustacis i els hostes definitus són, majoritàriament, mamífers carnívors, sent felins i canins els més importants.

## Morfologia
Cucs adults
Els cucs adults tenen forma de gra de cafè amb un color marró rosat. La seva mida oscil·la entre els 7 i 15 mm de llarg, els 3 i 8 mm d'amplada i els 3 i 5 mm de gruix, depenent del hoste que es trobin parasitant i dels hàbitats d'aquests. Són hermafrodites i posseeixen òrgans gonadals d'ambdós sexes. Les característiques morfològiques dels testicles i de l'ovari, inclosa la seva forma i les posicions relatives del cos són caràcters taxonòmics. Les mides de les ventoses orals i ventrals i les seves proporcions en cucs adults també s’utilitzen des de fa temps pel diagnòstic diferencial de l'espècie. A més de la morfologia dels cucs adults, s’han utilitzat les característiques morfològiques i morfomètriques de les metacercàries com a marcadors per a la diferenciació del gènere Paragonimus.
Ous
Els ous difereixen en la mida, en la posició de l'amplada més gran en relació amb l'equador de l'ou, en la mesura dels engrossiments dels dos pols i en l'escultura de superfície entre les espècies. La mida pot variar considerablement fins i tot dins d'una espècie.

## Cicle vital
Els ous operculats posats per la femella són alliberats al medi a través de la femta o l'esput. Es desenvolupen i es desclouen en aigua dolça (o salobre), alliberant un miracidi ciliat que neda fins a trobar l'hoste adequat, que serà un cargol. Aquest penetra en els teixits del cargol, localitzant-se a l'hemocel on es converteix en esporocist mare, el qual produeix, de manera asexual, la primera i la segona generació de rèdies. Les cercàries que surten de les rèdies de segona generació posseeixen un estilet anterior i una cua curta.
En algunes espècies de Paragonimus, les cercàries surten fàcilment del cargol hoste; en d'altres no.
El temps de desenvolupament dins del cargol és de 9 a 13 setmanes. L'entrada al crustaci és per penetració directa per cercàries actives i/o per ingestió de cargols infectats. La transformació de les cercàries en metacercàries infectives pot trigar diverses setmanes. El destí d'una metacercària ingerida per un mamífer dependrà de l'espècie de mamífer. Si es tracta d'un hoste definitiu adequat, les metacercàries es desencisten a l'intestí, migren a la cavitat pleural, s'aparellen en quists als pulmons i comencen la producció d'ous.
El temps de maduració de l'ou depèn de cada espècie.
En alguns hostes inadequats, els cucs joves poden persistir en alguns teixits, però creixen molt poc o gens. Si l'hoste paratènic és menjat per un host definitiu adequat, els cucs joves poden madurar al nou hoste.